# Tricot (Oise)
Tricot ist eine französische Gemeinde mit 1.378 Einwohnern (Stand: 1. Januar 2022) im Département Oise in der Region Hauts-de-France. Sie gehört zum Arrondissement Clermont und zum Kanton Estrées-Saint-Denis. Die Einwohner werden Tricotois genannt.

## Geographie
Die Gemeinde Tricot liegt im Norden des Départements Oise, etwa 23 Kilometer nordwestlich von Compiègne. Durch den kalkhaltigen Untergrund gibt es im Gemeindegebiet von Tricot keine oberirdischen Fließgewässer. Nachbargemeinden von Tricot sind Le Ployron im Norden, Le Frestoy-Vaux im Nordosten, Courcelles-Epayelles im Osten, Méry-la-Bataille im Südosten, Montgérain im Süden, Coivrel im Westen sowie Godenvillers im Nordwesten.

## Bevölkerungsentwicklung
| Jahr                       | 1962 | 1968 | 1975 | 1982 | 1990 | 1999 | 2006 | 2013 | 2021 |
| Einwohner                  | 1001 | 1047 | 1102 | 1265 | 1294 | 1467 | 1440 | 1483 | 1365 |
| Quellen: Cassini und INSEE |      |      |      |      |      |      |      |      |      |

## Sehenswürdigkeiten
- Kirche Notre-Dame, Chor und Querhaus seit 1922 Monument historique (siehe auch: Liste der Monuments historiques in Tricot (Oise))
- Kommanderie von Tricot
- Wasserturm

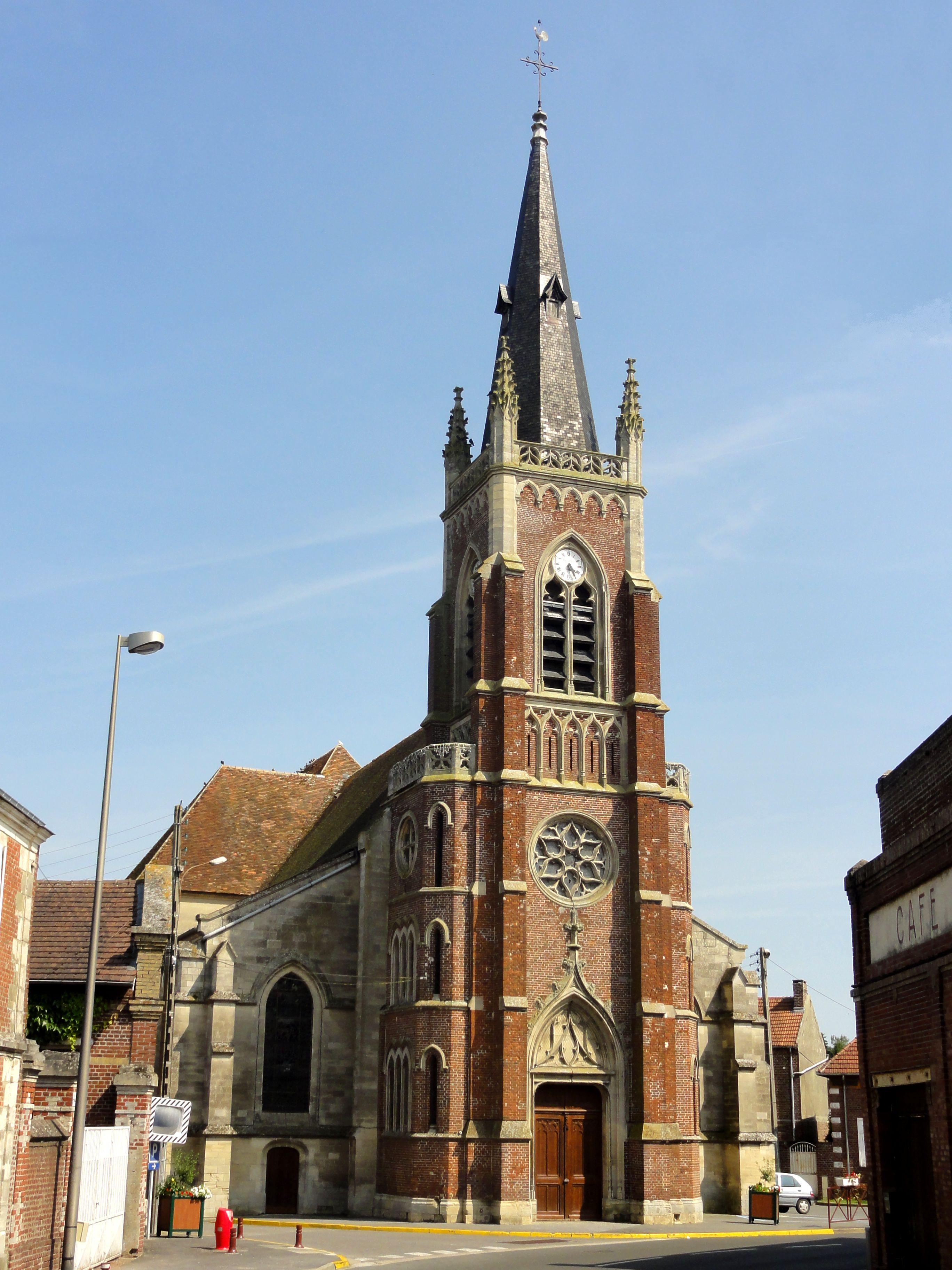
Kirche Notre-Dame
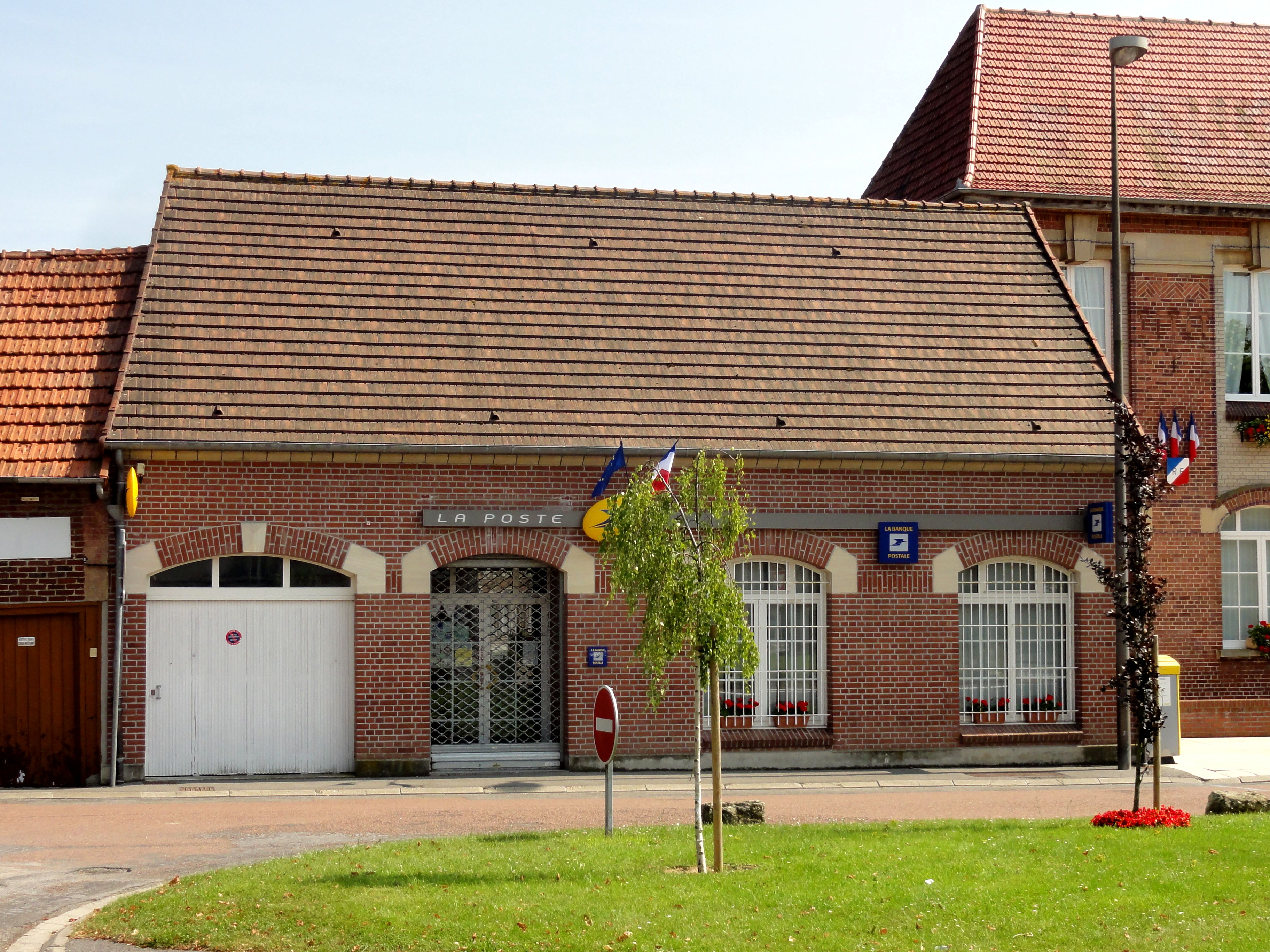
Postamt
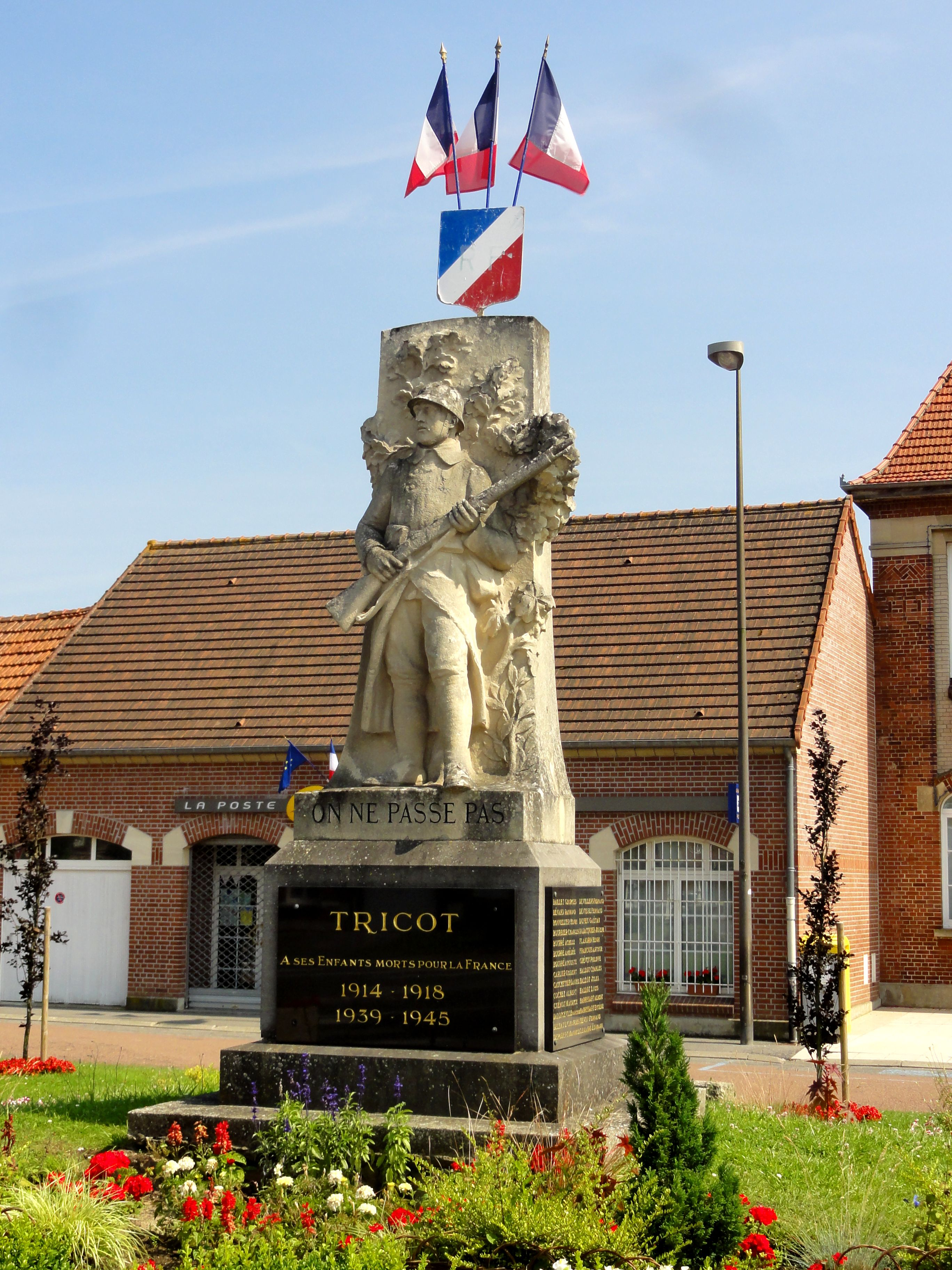
Gefallenendenkmal